# Гей Руб
«Гей, Руб!» (англ. Hey, Rube!) — в американском английском устойчивое выражение, призыв ко всем «своим» сплотиться для схватки с «чужаками». В отличие от того же по смыслу русского «Наших бьют!» имеет контекст внутрипрофессионального и внутрикланового клича, понятного только тем, к кому тот обращён (ср. атас или шухер). Если внутри переведённого текста выражение можно разъяснять и комментировать, то для заголовков произведений такой возможности нет и приходится использовать ближайший русский аналог.

## История выражения

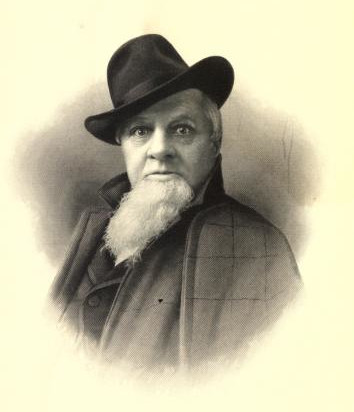
Дэн Райс (1823—1900)

Клич родился в сленге актёров бродячих цирков (карни). Такие цирки были популярны в США во второй половине XIX века и традиционно служили не только развлечением, но и средством психологической разгрузки для местных жителей. В программы обычно включались сатиры на местные и общеполитические события, а вокруг приехавшего цирка стихийно возникали ярмарки с немалым количеством мест с горячительными напитками. Поэтому весьма часто представление завершалось массовой кровавой дракой между труппой и местными жителями. Мирные гастроли были скорее счастливым исключением.
В разговорном языке клич популяризовал Дэн Райс, многие годы проработавший в бродячем цирке и знаменитый в ту эпоху клоун. Он в том числе писал (в квадратных скобках уточнения издателя):

„Гей, Руб!“ — жуткий клич, [значащий] не передаваемое ничем иным в языке: что начался яростный смертельный бой, что люди, оказавшиеся вдали от дома [труппа бродячего цирка], должны сплотиться для битвы, от которой зависит жизнь или смерть.
Оригинальный текст (англ.)„Hey, Rube!“ — a terrible cry, [meaning] as no other expression in the language does, that a fierce deadly fight is on, that men who are far away from home [travelling circus workers] must band together in a struggle that means life or death to them.

Дэн Райс объяснял клич одной особо ожесточённой дракой с публикой, случившейся в 1848 году на гастролях цирка в Новом Орлеане. В начале её один из артистов громко позвал на помощь своего друга, которого звали Ру́бен (Reuben), кратко Руб, а другие клич подхватили и запомнили. Есть предположение, что тут случай повторной этимологизации и изначально имелся в виду не конкретный Руб, а прозвище Rube. Так в то время городские презрительно называли сельских жителей (ср. русское деревенщина). То есть изначальная форма клича была «Hey, Rubes!» (во множественном числе) в смысле «берегись, местные (деревенские) на нас напали».
Специфика цирковых представлений того времени, когда ни у кого из публики не было уверенности, вернёшься ли домой в целости, была широко известна и выражение подхватили. Немного позднее появилась и популярная песня «Гей, Руб!! или День в цирке» (слова Шерри Меттью, музыка Гарри Балгера) на эту во всех смыслах болезненную тему.
В XX веке клич, как кодовое выражение «все сюда на помощь!», использовался в армии США. Например, на Тихоокеанском театре военных действий «Hey, Rube!» передавалось в открытом эфире с авианосцев. Это означало, что радары засекли приближение японских самолётов и все находящиеся в воздухе истребители должны расположиться для защиты эскадры. Эта кодовая фраза продолжала использоваться в военно-морских силах США и после войны.
В детективном романе Гарднера «Дело о белокурой удаче», написанном в 1962 году,  клич (с заменой в русском переводе hey на эквивалентное междометие гей) играет сюжетообразующую роль. К нему прибегает детектив (ранее работавший в цирке), чтобы по прослушиваемой телефонной линии запросить помощь у коллег. Затем смысл и происхождение выражения неоднократно поясняются в частных диалогах и в зале суда.

Книгу Томпсона, основателя гонзо-журналистики, где выражение использовано прямо в заглавии, пришлось переводить просто как «Наших бьют!»